# Rongel Point
Der Rongel Point (englisch; bulgarisch нос Ронжел nos Ronschel) ist eine unvereiste Landspitze an der Südküste der Livingston-Insel im Archipel der Südlichen Shetlandinseln. Sie liegt 3,14 km nordnordwestlich des Kap Hespérides und 2,92 km westlich des Aleko Rock am Nordwestufer der Bucht Emona Anchorage.
Die bulgarische Kommission für Antarktische Geographische Namen benannte sie 1997 nach in Anlehnung an die Benennung des benachbarten Rongel Reef. Dessen Namensgeber ist das brasilianische Schiff Ary Rongel, das 1996 zur logistischen Unterstützung bulgarische Wissenschaftler in diesem Gebiet im Einsatz war.